# Experiência de Kennedy-Thorndike
A experiência de Kennedy-Thorndike, também chamada de estabelecimento experimental da relatividade do tempo, consistiu em uma versão modificada da experiência de Michelson-Morley e serviu, pelo seu resultado nulo, para ajudar a falsear a teoria do éter. Foi levada a cabo pela primeira vez em 1932.
Nesta experiência, o projeto do interferômetro era diferente: um dos braços do experimento original era muito maior que o outro. Isso visava tentar compensar o suposto efeito da contração de Fitzgerald-Lorentz, hipótese ad hoc para explicar os resultados nulos da experiência da Michelson-Morley. Esse suposto efeito só deveria influenciar corpos materiais e serviu de base para as teorias que colocavam os elétrons e prótons como tendo massa de natureza puramente eletromagnética, tais como a teoria de Lorentz sobre o assunto.
Sendo um dos braços do interferômetro muito maior em comprimento do que o outro, estariam sujeitos a diferentes velocidades rotacionais da Terra. Assim, estariam sujeitos a diferentes contrações de Fitzgerald-Lorentz. Tal construção poria em evidência o arraste do éter, que não se pode medir na experiência de Michelson-Morley. Contudo, mais uma vez os resultados foram nulos, reforçando assim a teoria da relatividade.